# Pere Casanovas i Masramon
Pere Casanovas i Masramon (Vic, Osona, 1855 - 1906) fou un sacerdot, professor i catedràtic en ciències.

## Biografia
Es formà al Seminari de Vic, on defensà conclusions de teologia i filosofia. Ordenat sacerdot (1880), anà a Barcelona (1880-1884) i a Salamanca (1884-1886) a ampliar estudis. Un cop obtingut el grau de llicenciat en ciències físico-matemàtiques (Universitat de Barcelona, 1886), hom li encomanà una càtedra de matemàtiques al Seminari de Vic (1886). Utilitzant el text publicat per Tomàs Bret, ensenyà geometria durant dos cursos acadèmics (1886-1888). En aquest temps va dirigir la vicaria de la parròquia del Carme. El 1888, com a ensenyat, es desplaçà a Vilafranca. El 1891 guanyà la plaça de catedràtic de ciències de l'institut de Maó. Tornà a Vic el 1905, on un any després morí. En el seu esforç per disposar d'eines útils per als càlculs, va ser el curador de l'obra de Joan Canals i Comella Tablas de reducción de kilos, carniceras, libras, onzes, pessetes y cèntimos para uso de los tratantes de cerdos (Anglada, Vic 1891), on s'introdueix el sistema decimal.

## Publicacions
- Tablas de reducción de kilos, carniceras, libras, onzes, pessetes y cèntimos para uso de los tratantes de cerdos (Anglada, Vic 1891).